# ヘイブリッジ・スウィフツFC
ヘイブリッジ・スウィフツ・フットボール・クラブ（Heybridge Swifts Football Club）は、イングランド・エセックス州ヘイブリッジを本拠地とするサッカークラブ。2021-2022シーズンはイスミアンリーグ・ノースディヴィジョン（8部相当）に所属。

## クラブ各種記録
一試合最多観客動員数
- 2,477人 ウォキング FAトロフィー 1997

## タイトル

### 国内タイトル
- イスミアンリーグ・ディヴィジョン2（ノース）:1回

1989-1990
- エセックス・シニアリーグ:3回

1981-1982,1982-1983,1983-1984

### 国際タイトル
- なし